# هومر إلياس
هومر إلياس (بالإنجليزية: Homer Elias)‏ هو لاعب كرة قدم أمريكية أمريكي، ولد في 1 مايو 1955 في Fort Benning ‏ في الولايات المتحدة، وتوفي في 3 أكتوبر 2001.